# Фостер, Саттон
Саттон Фостер (англ. Sutton Foster, род. 18 марта 1975, Стейтсборо, Джорджия, США) — американская актриса, певица и танцовщица, наиболее известная по выступлениям в бродвейских мюзиклах.

## Карьера
Фостер выиграла две премии «Тони»: в 2002 году за роль в мюзикле Thoroughly Modern Millie и в 2011 году за роль в мюзикле Anything Goes. Она также выступала в мюзиклах Little Women, The Drowsy Chaperone, Young Frankenstein и Shrek the Musical. Она также выиграла две премии «Драма Деск» и получила ряд других наград и номинаций. На телевидении она сыграла главную роль в сериале «Балерины» в 2012—2013 годах. С 2015 по 2021 годы исполняла главную роль в сериале «Юная».

## Личная жизнь
В 2006—2010 годы Саттон была замужем за актёром Кристианом Борлем.
С 25 октября 2014 года Саттон замужем во второй раз за сценаристом Тедом Гриффином. У супругов есть приёмная дочь — Эмили Дейл Гриффин (род.05.03.2017).

## Фильмография
| Год       | Название на русском                 | Название на английском            | Роль                                           | Примечания                                    |
| --------- | ----------------------------------- | --------------------------------- | ---------------------------------------------- | --------------------------------------------- |
| 2007      |                                     | Johnny and the Sprites            | Тина                                           | Эпизод: «Johnny’s Sister Tina/Spritesgiving!» |
| 2007      | Летучие Конкорды                    | Flight of the Conchords           | Коко                                           | 3 эпизода                                     |
| 2008      | На всякий случай                    | Just in Case                      | Бой                                            | Короткометражный фильм                        |
| 2010      | Закон и порядок: Специальный корпус | Law & Order: Special Victims Unit | Розмари                                        | Эпизод: «P.C.»                                |
| 2012      | Дорогой доктор                      | Royal Pains                       | Джули Шарп                                     | Эпизод: «Bottoms Up»                          |
| 2012-2013 | Балерины                            | Bunheads                          | Мишель Симмс                                   | Регулярная роль, 18 эпизодов                  |
| 2013      | Шрек: Мюзикл                        | Shrek the Musical                 | Принцесса Фиона                                |                                               |
| 2014      | Ясновидец                           | Psych                             | Гретхен Эклеберри                              | Эпизод: «A Nightmare on State Street»         |
| 2014      |                                     | The Nobodies                      | Эми                                            | Короткометражный фильм                        |
| 2014      | Этим утром в Нью-Йорке              | The Angriest Man in Brooklyn      | Адела                                          |                                               |
| 2014      |                                     | Gravy                             | Керри                                          |                                               |
| 2015—2021 | Юная                                | Younger                           | Лиза                                           | Регулярная роль                               |
| 2015      | Элементарно                         | Elementary                        | Тара Паркер                                    | Эпизод: «Absconded»                           |
| 2016      | Девочки Гилмор: Год в жизни         | Gilmore Girls: A Year in the Life | Вайолет (исполнительница главной роли мюзикла) | 3 серия                                       |

## Бродвей
- Violet as Violet Karl (2014-)
- Anything Goes as Reno Sweeney (2011—2012)
- Shrek the Musical as Princess Fiona (2008—2010)
- Young Frankenstein as Inga (2007—2008)
- The Drowsy Chaperone as Janet Van De Graaff (2006—2007)
- Little Women as Jo March (2005)
- Thoroughly Modern Millie as Millie Dillmount (2002—2004)
- Отверженные as Eponine u/s (2000)
- The Scarlet Pimpernel (1997)
- Энни as Star to Be (1997)
- Бриолин as u/sSandy Dumbrowski (1996)

## Дискография
- Anything Goes Broadway Revival Recording
- An Evening with Sutton Foster: Live at the Café Carlyle
- Wish First Solo Album
- Shrek The Musical Original Cast Recording
- Keys — The Music of Scott Alan
- Young Frankenstein Original Cast Recording
- The Drowsy Chaperone Original Cast Recording
- Little Women Original Cast Recording
- The Maury Yeston Songbook
- Thoroughly Modern Millie Original Cast Recording
- Jule Styne in Hollywood